# Triphosa tritocelidaria
Triphosa tritocelidaria là một loài bướm đêm trong họ Geometridae.